# Mytteriet på Bounty
 "Mytteri på Bounty" omdirigeres hertil. For andre betydninger af Mytteri på Bounty, se Mytteri på Bounty (flertydig).
Mytteriet på Bounty var et mytteri i 1789 om bord på den britiske flådes skib HMAV Bounty, som flere bøger, film og sange har gjort berømt. Mytteriet blev anført af Fletcher Christian mod kaptajn William Bligh. Bligh blev dernæst sat i en lille båd sammen med 18 loyale mænd.

## Forhistorie
Den engelske opdagelsesrejsende kaptajn Cook, havde i forbindelse med rejser i sydhavet, fra 1768 og elleve år frem, beskrevet brødfrugttræet, et træ i familien Morindae, hvortil også hører figen og morbærtræet.
Frugterne af dette træ kunne, ved at blive ristet over bål eller i stenovn, nemt gøres særdeles velsmagende, og smagte som noget i retning af hvedebrød med en konsistens som kogte kartofler.
Cook havde desuden udførligt beskrevet, hvor nemt træet kunne dyrkes.
Man havde derfor besluttet, at hente 500 skud af brødfrugttræet, da man antog, at det kunne være et værdifuldt supplement, til den kost man på den tid tilbød slaverne i de store plantager på De vestindiske Øer.
Brødfrugttræet formerer sig alene ved rodskud, og det var en vanskelig opgave at bringe skuddene hjem, da rejsen ville vare cirka ½ år.

## Forberedelser til rejsen
Den engelske flåde valgte løjtnant William Bligh, der havde været i sydhavet som kaptajn Cooks førstestyrmand, til opgaven og indkøbte et skib "Bethia" på 250 tons til formålet, da flåden ikke selv havde egnede skibe.
Skibet blev omdøbt til "Bounty", der bedst kan oversættes til "overflod", blev bygget delvist om og en stor agterkahyt blev indrettet således at skuddene af brødfrugttræet kunne vandes og passes her, en stor kakkelovn blev installeret for at undgå for lave temperaturer når skibet kom længere sydpå, rundt om Kap Horn.

## Udrejse
Efter store vanskeligheder på rejsen ankom "Bounty" til Tahiti – hvor man havde besluttet at hente skuddene af brødfrugttræet – 28. oktober 1788.

## Afsejling med lasten
Tekst mangler, hjælp os med at skrive teksten

## Mytteriet
Den inhumane behandling af besætningen førte til mytteri. Mytteriet blev anført af Mr. Christian, der overtog styringen og sejlede skibet tilbage mod Tahiti efter at have kommanderet Bligh og en håndfuld af dennes loyale mænd ned i skibets redningsbåd. Barkassen – redningsbådens betegnelse – frigjorde mytteristerne fra skibet og lod den drive for vindens eller havstrømmenes forgodtbefindende. Det lykkedes imidlertid kaptajn William Bligh i et enestående eksempel på sublimt sømandskab at navigere båden til Timor – en distance på 6.700 km fra mytteriets geografiske position. Herfra lykkedes det kaptajn Bligh at komme hjem til London, og han nåede i sin efterfølgende karriere at blive vice-admiral i den engelske flåde.

## Pitcairn
På flugt fra den engelske flåde søgte mytteristerne at finde en passende ø som både kunne brødføde dem, havde vand og lå så afsides, at den engelske flåde ikke ville finde dem. Efter at havde undgået et engelsk skib, opdagede de land hvor det ikke burde være. Det viste sig, at der var tale om Pitcairn Island, som var tegnet forkert ind på Royal Navy's kort (175 sømil forkert). Mytteristerne gik i land og fandt ingen mennesker; derimod havde øen hvad de havde brug for, og de besluttede sig for at blive.
Pitcairn var fundet lang tid før, men pga at man dengang ikke kunne fastslå den nøjagtige tid på et skib, havde man en meget usikker stedangivelse i vest/øst retningen – kronometeret var opfundet (se John Harrison), men endnu ikke i dagligt brug. Bounty havde faktisk et ur med, der var en kopi af Harrisons ur, og dette ur blev en slags bevis på, at det faktisk drejede sig om mytteristerne, da de blev fundet (i dag er det udstillet på søfartsmuseet i Greenwich). Således vidste Fletcher Christian måske, at han ville finde øen, hvis han sejlede på den rigtige breddegrad.

## Branden
Det blev besluttet at sætte ild til Bounty, dels for at undgå yderligere splid imellem mandskabet, men også fordi skibet kunne blive set af den forfølgende engelske flåde. Kun otte dage efter at have fundet øen satte mytteristerne således ild til skibet, og vraget ligger derfor i dag på havets bund ud for Pitcairn i Bounty Bay.

## Trivia
- Filmatiseringen i 1935 under titlen Mytteriet på Bounty fik en Oscar for bedste film samme år.
- Filmen "Mytteriet på Bounty" blev genindspillet i en 1962-udgave med Marlon Brando som Fletcher Christian.
- Historien blev genindspillet igen i 1984 med navnet The Bounty, med Anthony Hopkins i rollen som Bligh, og Mel Gibson som Christian.

- Wikimedia Commons har flere filer relateret til Mytteriet på Bounty

47°45′S 179°03′Ø / 47.75°S 179.05°Ø